# Ángel Luis Alcázar
Ángel Luis Alcázar Gutiérrez (Madrid, 16 aprile 1967) è un ex calciatore e allenatore di calcio spagnolo.

## Carriera

### Giocatore
Nel 1989 lo Sporting Gijón lo ingaggiò per giocare nella Liga spagnola. Debuttò il 3 settembre 1989 contro il Real Madrid.
Nel 1991 esordì in Coppa UEFA con il club asturiano.
Nel 1993 si trasferì al Rayo Vallecano. Giocò per 9 stagioni con il club madrileno. Nel 2001 raggiunse i quarti di finale della Coppa UEFA.
Chiuse la carriera in Segunda División B vestendo le maglie di Logroñés ed Extremadura.